# Raoul Domenjoz
Raoul Domenjoz, né à Lausanne le 26 janvier 1896 et mort dans la même ville le 16 juillet 1978, est un artiste peintre, lithographe et dessinateur vaudois.

## Biographie
Après la scolarité obligatoire, il commence un apprentissage (non achevé) dans un atelier d'architecture. En 1916, il effectue son école de recrues, puis le service de mobilisation de guerre. Lors d'un congé, il part comme employé de commerce dans un comptoir au Sénégal. Le paludisme le ramène en Europe en 1917. Dès 1919, il travaille le dessin en autodidacte en compagnie de son frère Gottofrey et réalise notamment des croquis sur nature à la campagne. 
L'année 1920 marque le départ de Raoul Domenjoz pour Paris où, tenté momentanément par le cubisme, il se met à peindre (1920-1924) en marge de ses activités alimentaires. En 1920, il monte une exposition personnelle à la galerie Pierre. Le Salon des Indépendants accueille ses œuvres pour la première fois en 1924. La même année (comme en 1926), il reçoit la Bourse fédérale et effectue un séjour dans le Midi, à Cassis, où il se lie avec Maurice Savin et Marcel Sauvage. En 1927, il devient sociétaire du Salon d'Automne. Il commence ses expositions régulières au salon des Tuileries en 1928 et prend dès lors souvent part à des expositions de groupe(s). Entre 1925 et 1935, alors établi à Paris, Raoul Domenjoz visite le Midi et La Rochelle. En 1935, intégré à la scène artistique parisienne, il figure au nombre des peintres retenus pour l'exposition de l'art suisse contemporain depuis Ferdinand Hodler au Jeu de Paume. Il effectue un séjour au Maroc en 1936, puis découvre Rome et l'Italie. 
En 1939, il est mobilisé comme soldat sanitaire. Sous l'uniforme, il exécute les décorations murales du hall du collège de Vevey, transformé provisoirement en hôpital, et peint à Montreux une toile transférée plus tard à l'Hôpital de la Source à Lausanne. Sa première exposition en Suisse, consacrée à son séjour à Mogador (Maroc), se tient au Musée Arlaud de la capitale vaudoise. Il décore plus tard le hall d'entrée de la Feuille d'Avis de Lausanne et celui de l'école primaire de Montchoisi. Il voyage dans plusieurs pays d'Europe (Angleterre, Espagne, France, Italie, Hollande). Le Conseil de la Fondation Wilhelm Gimmi lui décerne son prix en 1970. 
Raoul Domenjoz cesse définitivement son activité en 1976.